# Преродена
„Преродена“ (на турски: Bahar) е драматичен, комедиен, медицински турски телевизионен сериал, продуциран от MF Yapım, чийто първи епизод е излъчен на 13 февруари 2024 г., режисиран от Неслихан Йешилюрт, по сценарий на Айча Юзюм.

## Актьорски състав
- Демет Авгар – Бахар Йозден-Явузоолу
- Буура Гюлсой – Еврен Ялкън
- Мехмет Йълмаз Ак – Тимур Явузоолу
- Еджем Йозкая – Ренгин Уолъс
- Хатидже Аслан – Невра Явузоолу
- Елит Андач Джам – Чаала Серт
- Фюсун Демирел – Гюлчичек Йозден-Сайгън
- Хасан Шахинтюрк – Реха Сайгън
- Демирхан Демирджиоолу – Азиз Урас Явузоолу
- Нил Суде Албайрак – Серен Текин-Явузоолу
- Алиса Сезен Север – Умай Явузоолу
- Сена Миа Калъп – Парла Уолас-Явузоолу
- Еге Еркал – Дорук Йоздемир
- Деврим Кабаджоулу – Уур Айдън
- Доан Джан Саръкая – Джем Ялкън
- Мерт Йонер – Ферди Чакър
- Емре Карайел – Толга Оканер
- Ирем Кахяоглу – Аху
- Йозгю Деликанлъ – Йълдъръм
- Башак Акан – Сузан
- Есра Рушан – Наз Ърмаксой
- Джан Къзълту – Юсуф
- Бюшра Пекин – Сюрея Бичер
- Елчин Афаджан – Ейлем
- Нихал Ялчън – Ефсун Кьоксал
- Низам Намидар – Ръза Текин
- Сонат Токуч – Джандаш Коркмаз
- Уйгар Йозчелик – Селим Чевик
- Фехми Караарслан – Джан Уолъс

## Излъчване в Турция
| Сезон | Епизоди | Начало на сезона  | Край на сезона | Всички епизоди | ТВ сезон    | ТВ Канал | Дата и час      |
| ----- | ------- | ----------------- | -------------- | -------------- | ----------- | -------- | --------------- |
| 1     | 16      | 13 февруари 2024  | 11 юни 2024    | 1 – 16         | 2024        | Show TV  | вторник (20:00) |
| 2     | 32      | 24 септември 2024 | 27 май 2025    | 17 – 48        | 2024 – 2025 | Show TV  | вторник (20:00) |
| 3     |         | септември 2025    |                | 49 –           | 2025 – 2026 | Show TV  | вторник (20:00) |

## Излъчване в България
| Сезон | Сезон | Епизоди | Начало на сезона | Край на сезона | Всички епизоди | ТВ сезон | ТВ канал  | Дата и час           |
| ----- | ----- | ------- | ---------------- | -------------- | -------------- | -------- | --------- | -------------------- |
|       | 1     | 33      | 3 юни 2025       | 17 юли 2025    | 1 – 33         | 2025 г.  | bTV Story | всеки делник (20:00) |
|       | 2     | 61      | 18 юли 2025      | 2025           | 34 –           | 2025 г.  | bTV Story | всеки делник (20:00) |
|       | 3     |         | -                | -              | -              |          | bTV Story | всеки делник (20:00) |

## В България
В България сериалът започва на 3 юни 2025 г. по bTV Story. Дублажът е на студио Медиа Линк. Ролите се озвучават от Татяна Захова, Росица Александрова, Павлина Илова, Владимир Колев и Виктор Танев.